# Gjáni Zail Singh
Gjáni Zail Singh (rodným jménem Džarnail Singh; 5. května 1916 Sandhwan – 25. prosince 1994 Čandígarh) byl indický politik. V letech 1982 až 1987 působil jako prezident Indie a byl prvním sikhem v této funkci. V letech 1972–1977 byl premiérem Paňdžábu. V letech 1980 až 1982 ministrem vnitra. Byl představitelem strany Indický národní kongres.

## Život
V letech 1938 až 1943 byl vězněn za své aktivity v hnutí za nezávislost Indie. Ve vězení, které trávil v samovazbě, si změnil jméno. V letech 1949–1951 byl ministrem zemědělství Paňdžábu. V letech 1956–62 byl členem Rádžja Sabha (horní komora indického parlamentu složená z reprezentantů regionů). Jako premiér Paňdžábu se zasloužil o založení první indické výrobní jednotky polovodičů v Mohali. Prosadil také pozemkovou reformu, která stanovila strop 7,3 hektaru půdy na rodinu. Některá opatření této reformy ovšem zrušil nejvyšší soud jako protiústavní. Prosazoval silně sikhská náboženská práva a byl v této věci považován až za radikála. Poskytl například politickou a finanční podporu radikálnímu sikhskému kazateli Jarnailu Singhu Bhindranwalemu. Ten se brzy stal propagátorem sikhského separatismu a v Paňdžábu inicioval povstání usilující o založení Chálistánu.
V roce 1980 byl Singh zvolen do dolní komory federálního parlamentu a premiérka Indira Gándhíová ho jmenovala indickým ministrem vnitra. Během jeho funkčního období došlo k eskalaci situace v Paňdžábu, ale jeho sympatie k Bhindranwalemu mu zabránily v rozhodné akci proti povstalcům. V roce 1982 byl zvolen prezidentem, jeho volba byla i pokusem uklidnit Sikhy a dokázat jejich rovnoprávné postavení v Indii. Musel přihlížet operaci Modrá hvězda, kdy indická vláda vojensky zaútočila na sikhské povstalce (jeho pasivita v této věci ho učinila v Paňdžábu značně nepopulárním), zavraždění Indiry Gándhíové jejím sikhským tělesným strážcem i následným protisikhským nepokojům v celé zemi. Poté, co byla zavražděna Indira Gándhíová, s níž měl Singh vždy výborné vztahy, a do premiérského úřadu nastoupil její syn Rádžív Gándhí, prezidentovy vztahy s vládou se prudce zhoršily. Gándhí odmítal se se Singhem setkat nebo ho o čemkoli informovat, omezil i jeho zahraniční cesty. Singh vracel údery tím, že si bral vládní zákony před podpisem "k podrobnému zkoumání", výjimečně použil i veto (například u zákona o poštovním úřadu). Když vláda prezidentovi odmítla poskytnout dokumenty ke korupční aféře Bofors (nákup švédských houfnic), Singh uvažoval o odvolání premiéra, ale nakonec se k tomu neodhodlal. Po konci mandátu v roce 1987 odešel do důchodu.
Zemřel v roce 1994 na následky zranění, která utrpěl při dopravní nehodě.